# Pneu sans air

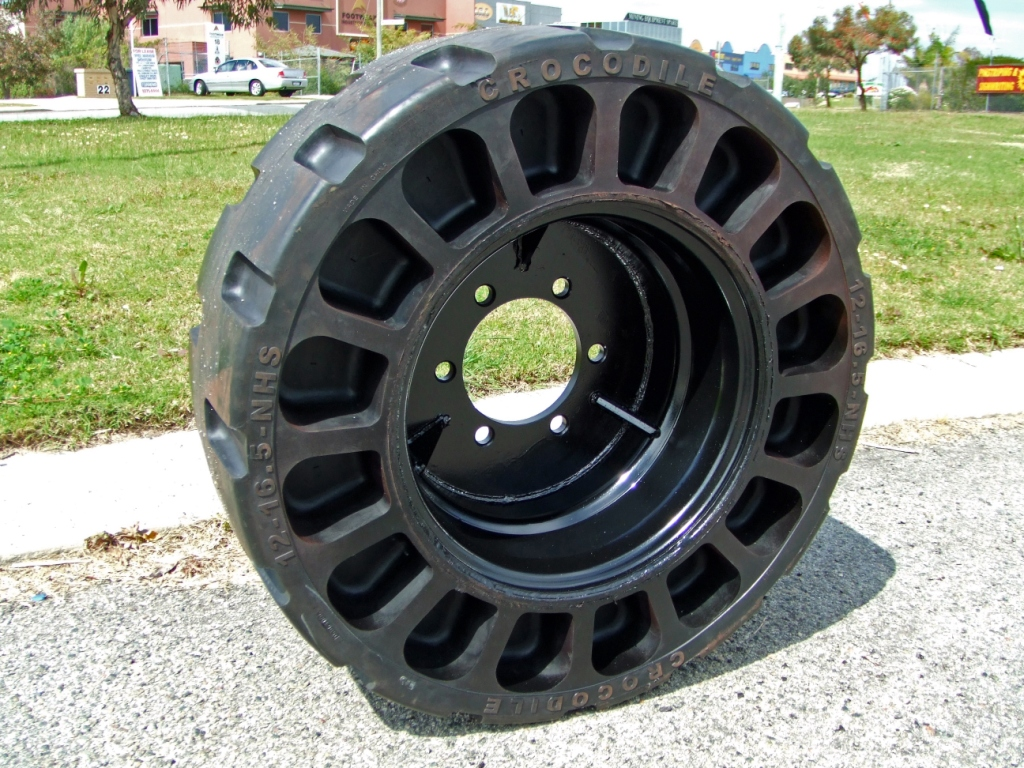
Pneu sans air

Un pneu sans air est un système de bandage increvable, sans air (ce qui rend l'appellation « pneu » abusive). 
Le Tweel est le premier commercialisé mais ne supporte pas les vitesses rapides. Michelin présente en juin 2019 un nouveau prototype de pneu de ce type, baptisé Uptis, d'une structure résistante aux pressions et très flexible en cas de chocs, increvable, connecté, durable et avec une sculpture rechargeable via impression 3D. 
Le gain est économique et environnemental. Testé en partenariat avec General Motors, il pourrait être commercialisé en 2024, et pourrait ensuite équiper d'autres constructeurs. D'autres manufacturiers étudient également ce type de pneu. 

## Historique

### Michelin Tweel et Vision
Une nouvelle génération de pneu est développée par le manufacturier Michelin. Il s'agit d'un pneu sans air, increvable. 
Le premier pneu de ce type est le « Tweel », lancé par Michelin en 2007. Il est commercialisé, mais a pour limite de ne pas admettre les vitesses élevées. Il est donc réservé aux véhicules à faible vitesse comme les engins de chantier, les véhicules agricoles, les tondeuses,. 
Le concept Vision est présenté dix ans plus tard en 2017, mais reste assez théorique. En 2019, il est encore en cours de développement.

### Michelin Uptis
Michelin concrétise et optimise ce concept avec le pneu « Uptis », qui reprend le principe du Tweel, tout en étant plus concret que le concept Vision. Sa résistance optimisée en permet l'utilisation pour les véhicules de tourisme.
Le nouveau prototype Uptis est présenté le 4 juin 2019 par les deux entreprises à Montréal, à l'occasion du « Movin'On », le sommet des nouvelles mobilités.
Il est nommé « Uptis » pour Unique Puncture-proof Tire System (« système unique de pneumatique anticrevaison »),. 
Ses quatre innovations majeures sont le sans air, la possibilité d'être connecté, la fabrication possible par impression 3D, et son caractère durable par les matériaux qui le composent. Il assure notamment un gain en tranquillité d'esprit et un gain environnemental.

#### Tests
Avant la commercialisation des tests sont planifiés en partenariat avec General Motors, dans les conditions réelles d'utilisation, sur des véhicules électriques General Motors. Les véhicules de test sont des Chevrolet Bolt EV, les tests débutent à l'été 2019 dans le Michigan, aux États-Unis. D'autres constructeurs pourront être équipés de ce système, Michelin est en contact avec plusieurs d'entre eux. 
Depuis juin 2023, La Poste teste ces pneus sur ses utilitaires.

#### Fabrication
La fabrication aurait lieu en Inde, au plus près des marchés porteurs pour les pneus increvables. La commercialisation est prévue pour 2024, en option sur des véhicules General Motors.

### Autres manufacturiers
Le manufacturier japonais Bridgestone étudie aussi des types de pneus sans air, mais se limite pour l'instant aux bicyclettes. Il présente en 2017 le « Air Free Concept » comme roue de bicyclette, et prévoit une commercialisation en 2019. Une adaptation serait possible pour l'automobile, mais rien n'est officiellement annoncé en ce sens.

## Description
La roue du système Uptis est en aluminium.
La partie pneumatique du système est composée de rayons remplaçant les flancs des pneus actuels. Ces rayons ont une forme et une architecture spécifiques conçues pour procurer la résistance aux pressions et une grande flexibilité en cas de chocs. Cette structure est en caoutchouc composite et en matériau spécial, breveté, en verre et en résine. Ces matériaux composites sont plus facilement recyclabes.
La bande de roulement complète le dispositif.

## Avantages
Le principal avantage du système Uptis est l'impossibilité de crevaison. Un clou peut le transpercer sans aucune conséquence. La bande de roulement peut également être abîmée par des débris, recevoir des coupures ou être partiellement déchirée sans que le pneu perde en efficacité.
Ce caractère increvable engendre une plus grande disponibilité du véhicule, des économies de coût et de temps de remplacement. Les économies sont amplifiées au niveau des flottes de véhicules, avec moins d'immobilisations.
Il présente également des économies de matières premières, en l'absence de fabrication de roues de secours et de pneus de remplacement.
Son caractère increvable le rend particulièrement apte à pénétrer les marchés asiatiques, comme l'Inde et la Chine, où le problème des crevaisons est particulièrement sensible du fait de l'état des routes dans ces pays.
Ce nouveau pneu est composé uniquement de matériaux renouvelables et biosourcés, il est donc durable.
Les pneus s'useront plus lentement, ne pouvant plus être sous-gonflés. Il y aura bien moins de mises au rebut. Michelin estime que le gain annuel en matériaux inutilement jetés serait de deux millions de tonnes.
Cette technologie est aussi un atout dans la perspective du futur véhicule autonome.

## Inconvénients
Ce nouveau type de pneu est plus lourd qu'un pneu classique. Mais selon les promoteurs du système, ce surpoids est plus que compensé par l'absence de roue de secours et de matériel comme le cric qui deviennent inutiles.
La résistance au roulement serait plus élevée qu'avec un pneu conventionnel, la surface en contact avec le sol semblant plus importante à cause de l'écrasement des lamelles par le poids de la voiture.
Le prix n'est pas dévoilé, mais sera plutôt élevé et ne se situera pas en entrée de gamme.
Les pneus devront être différents pour chaque modèle de véhicule, en rapport avec son poids et ses autres caractéristiques.
L'entreprise vendra moins de pneus, mais le modèle économique pourrait changer, avec plus de vente de services.